# Philip Glass
Philip Glass (Baltimore, Maryland, 31 de enero de 1937) es un compositor de música clásica minimalista estadounidense. Estudió en la Juilliard School de Nueva York. Su reconocimiento internacional aumentó desde la aparición de su ópera Einstein on the Beach (1975).
Prolífico compositor, ha trabajado en diversos ámbitos como la ópera, la música orquestal, la música de cámara o el cine. Trabaja habitualmente con el Philip Glass Ensemble. Ha colaborado con Paul Simon, Linda Ronstadt, Yo-Yo Ma, Doris Lessing y Robert Wilson.

## Biografía

### Infancia
Philip Glass es nieto de inmigrantes de Lituania. Nació y creció en Baltimore y de niño estudió flauta en el conservatorio Peabody.
A los 15 años comenzó un curso acelerado en la Universidad de Chicago donde estudió matemáticas y filosofía. A los 19 años obtuvo su diploma y entró a la Juilliard School de Nueva York donde tuvo como profesor a Darius Milhaud y empezó a tocar casi exclusivamente el piano. Dada su insatisfacción, desde 1963 hasta 1965 partió a estudiar a París, con Nadia Boulanger, en el Conservatorio americano de Fontainebleau el análisis de composiciones de Johann Sebastian Bach (El clave bien temperado), Mozart (los conciertos para piano), a Wagner y Beethoven. Glass descubre asimismo el serialismo de Pierre Boulez, pero afirmó que no le produjo «ninguna emoción». Este periodo en París le sirvió para descubrir el teatro de Jean-Louis Barrault en el Odéon así como la Nouvelle Vague francesa.

### Encuentro con el budismo
Tras estudiar con Nadia Boulanger y trabajar estrechamente con Ravi Shankar en Francia, Glass viajó en 1966 al norte de la India, principalmente por razones religiosas, donde entró en contacto con los refugiados tibetanos. Se hizo budista y conocería al Dalái Lama en 1972 así como al poeta Allen Ginsberg, quien es un gran defensor de la causa tibetana. Fue su trabajo con Ravi Shankar y su percepción del ritmo aditivo en la música india, lo que le condujo a su singular estilo. 
Cuando volvió a Nueva York en 1967, renunció a todas sus composiciones anteriores al estilo de Darius Milhaud y de Aaron Copland y empezó a escribir piezas austeras basadas en ritmos aditivos y con un sentido del tempo influido por Samuel Beckett, cuyo trabajo descubrió componiendo para obras de teatro experimentales.

### En busca de un estilo propio
El poco aprecio que siente hacia los intérpretes y los espacios tradicionales lo llevan a formar su propio grupo musical, el Philip Glass Ensemble, con el que empieza a tocar principalmente en galerías de arte y en otros ambientes de la cultura underground. Estos tiempos durísimos, que abarcaron casi la totalidad de la década de los 70, le obligaron a trabajar como taxista y reparador de electrodomésticos a la vez que componía e interpretaba.
La música de esta primera época es extremadamente repetitiva, austera y complicada para el oyente, lo que le supuso una gran incomprensión por parte de la crítica y el público. El propio Glass comentaba que cuando alguien del público se quedaba hasta el final, le invitaban a cenar. Sólo empezó a ser reconocido a partir de su colaboración con el director escénico y renovador teatral, también minimalista, Robert Wilson (director), con quien realizó la ópera experimental Einstein on the Beach, un alegato antinuclear con libreto escrito por un psicótico donde cada elemento clásico del género operístico se ve renovado y alterado de modo consciente. Aun así, a pesar del relativo éxito de la obra, tiene que seguir trabajando como reparador durante un tiempo antes de poder dedicarse totalmente a la música.
Habitualmente, Philip Glass rehúsa encuadrar sus creaciones dentro del estilo minimalista, pero se ha definido a sí mismo como un compositor de música que se basa en estructuras repetitivas.

### Reconocimiento
La realización de nuevas óperas así como una dulcificación de su estilo a principios de los 80, más accesible para el gran público, hizo avanzar la fama de Glass, así como su relevancia dentro de la cultura musical alternativa. Los primeros escarceos con músicos pop (como Mike Oldfield en su LP Platinum, donde interpreta una pieza de Glass) contribuyeron a darle a conocer en círculos más amplios.
Es posible que la fama a nivel mundial y cierto estatus de genio le llegara a través de la película experimental Koyaanisqatsi, dirigida por Godfrey Reggio (1981-1982) y producida por Francis Ford Coppola. Algunas piezas que no se usaron en la película (como Facades) al final aparecieron en el álbum Glassworks (1982, CBS Records), que llevó la música de Glass a un público más amplio.
La "trilogía de retratos" se terminó con Akhnaten (1982–1983, estrenada en 1984), una composición vocal y orquestal cantada en acadio, hebreo bíblico y egipcio antiguo. Además, esta ópera presentaba a un actor recitando antiguos textos egipcios en el idioma del público. Glass colaboró de nuevo con Robert Wilson en otra ópera, the CIVIL warS (1983, estrenada en 1984), que también funcionó como la parte final ("la sección de Roma") de la obra épica de Wilson del mismo nombre, originalmente planeada para un "festival artístico internacional que acompañaría a los Juegos Olímpicos en Los Ángeles". (Glass también compuso una obra muy prestigiosa para coro y orquesta para la inauguración de los Juegos, The Olympian: Lighting of the Torch and Closing ). El estreno de The CIVIL warS en Los Ángeles nunca tuvo lugar y la ópera al final se estrenó en la Ópera de Roma. La ópera de Glass y Wilson incluye música puesta a textos latinos del dramaturgo del siglo I, Séneca y alusiones a música de Giuseppe Verdi y de la guerra civil estadounidense, presentando a figuras del siglo XIX Giuseppe Garibaldi y Robert E. Lee como personajes.
A pesar de su fama, su reconocimiento como compositor no es unánime; algunos melómanos e incluso varios compositores contemporáneos suyos tales como Ned Rorem o Milton Babbitt, cuestionan su obra por falta de rigor y consideran su música empalagosa y superficial.
Otras obras vocales de los años ochenta fueron dos conjuntos de canciones, Three Songs for chorus (1984, sobre poemas de Leonard Cohen, Octavio Paz y Raymond Levesque), y un ciclo de canciones iniciado por CBS Masterworks Records: Songs from Liquid Days (1985), con textos de letristas como David Byrne, Paul Simon, en que el Cuarteto Kronos aparece con un papel destacado (como en Mishima). Glass también continuó con su serie de óperas con adaptaciones de textos literarios como The Juniper Tree (una ópera en colaboración con el compositor Robert Moran, 1984), La caída de la casa Usher de Edgar Allan Poe (1987), y también trabajó con la novelista Doris Lessing en la ópera The Making Of The Representative For Planet 8 (1985–86, e interpretada por la Houston Grand Opera y la Ópera Nacional Inglesa en 1988).
Durante el resto de los años 80 siguió produciendo música en solitario y con su grupo pero no escatimó en colaboraciones con otros músicos, tanto pop como minoritarios o de otras culturas, y en la realización de música de cine. Desde entonces y hasta la actualidad Glass ha orquestado algunas partes instrumentales de los discos de David Bowie Low y Heroes (Low Symphony y Heroes Symphony) así como muchas películas; el biopic dirigido por Errol Morris A Brief History of Time (basado en el libro divulgativo de física de Stephen Hawking); Mishima, de Paul Schrader o Kundun, de Martin Scorsese. En 2019, bajo la producción de Danilo Álvarez, publica Venezuelan Elegy con James Strauss y la Orquesta Sinfónica Venezuela a modo de alentar a la juventud en medio de las hostilidades políticas que enfrenta Venezuela en ese momento.

### Consagración
A finales de los años ochenta y principios de los noventa, los proyectos de Glass incluyeron dos encargos de ópera muy prestigiosos, basados en la vida de dos exploradores, Cristóbal Colón (The Voyage [1990], encargo de la Metropolitan Opera, con un libreto de David Henry Hwang), y Vasco da Gama (White Raven) [1991], una colaboración con Robert Wilson y compuesta para la inauguración de la Expo '98.
Ya en el año 1990 Philip Glass adquirió fama universal. Su música durante todo este periodo se ha alejado cada vez más del minimalismo y de sus planteamientos personales iniciales para llegar a posturas más comerciales y llenas de clichés «glasianos», como sus característicos arpegios o transiciones tonales. Ya a inicios del siglo XXI su música ha continuado siendo motivo de admiración y crítica. Entre sus principales obras se encuentran su Séptima Sinfonía (Tolteca), inspirada en la música de los pueblos originarios de México; su Octava Sinfonía, llena de variaciones melódicas y armónicas; y la ópera sobre la guerra civil estadounidense Appomattox.

### Controversia
En Brasil, Glass ha recibido críticas de los defensores del medio ambiente debido a lo que llaman su insensatez en escribir la música Itaipu (1989) en la cual, usando orquesta sinfónica y coro, el compositor elogió el gran proyecto hidroeléctrico construido por los militares brasileños durante la dictadura.  En esa época los militares prohibían protestas contra la construcción de la presa.  El embalse que se creó, destruyó para siempre inmensas áreas de flora tropical y ahogó los Saltos del Guairá, hasta entonces la cascada más grande del mundo.

## Premios y distinciones
Premios Óscar
| Año  | Categoría          | Película           | Resultado |
| ---- | ------------------ | ------------------ | --------- |
| 1998 | Mejor banda sonora | Kundun             | Nominado  |
| 2003 | Mejor banda sonora | Las horas          | Nominado  |
| 2007 | Mejor banda sonora | Notes on a Scandal | Nominado  |

Premios BAFTA
| Año  | Categoría             | Película           | Resultado |
| ---- | --------------------- | ------------------ | --------- |
| 2006 | Mejor música original | Notes on a Scandal | Nominado  |
| 2002 | Mejor música original | Las horas          | Ganador   |